# Karoliina Kallio

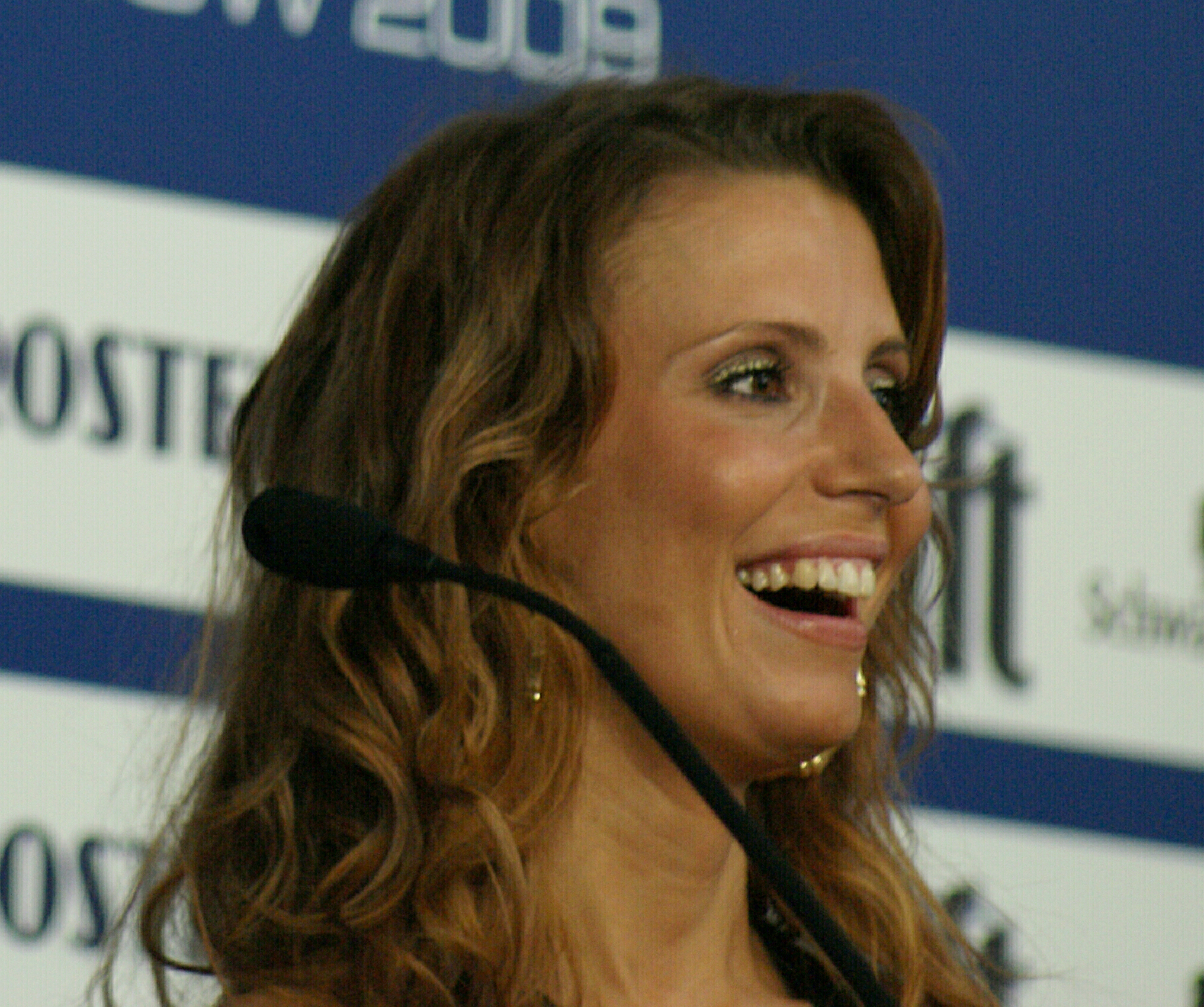
Karoliina Kallio bei der Eurovision-Pressekonferenz 2009

Karoliina Kallio (* 31. August 1979 in Savonlinna) ist eine finnische Sängerin.

## Leben
Kallio studierte Kunst und Musik an der Savonlinna High School und am Konservatorium für Jazz und Pop. Ihr erster Fernsehauftritt war 1990 in einem Fernsehwerbespot. Danach nahm sie an einem Songwettbewerb „Kai laulaa saan“ teil. Im Dezember 2003 nahm Karoliina an der MTV3-Show BumtsiBum! teil. 2005 im finnischen Pop Idol Wettbewerb erreichte sie das Halbfinale. Ihre erste Single Liian kuuma kesä hat sie 2003 aufgenommen. 2008 schloss sie sich der Band Waldo’s People an, die mit dem Song Lose Control die finnische Shortlist für den Eurovision Song Contest 2009 gewann.

## Einzelschallplatten
- Liian Kuuma Kesä (2003)
- Kiitos ja hei (2003)
- Kaipaan sua niin (2004)